# Bertram Boltwood
Bertram Borden Boltwood, né le 27 juillet 1870 à Amherst (Massachusetts) et mort le 15 août 1927 à Hancock Point (Maine), est un radiochimiste américain.
Il a établi que le plomb était l'élément final de la famille radioactive de l'uranium (celle de l'uranium 235). Il remarqua aussi, sur une idée d'Ernest Rutherford, que le ratio plomb/uranium était plus important dans des roches plus anciennes, et en inféra en 1907 une méthode géologique de datation des roches.
Il souffrira de dépression et se suicidera en 1927.